# Paul Terrio
Paul Terrio, né le 4 mai 1943 à Montréal au Québec, est un prélat catholique canadien. Entre 2012 et 2022, il est l'évêque du diocèse de Saint-Paul en Alberta.

## Biographie
Paul Terrio est né le 4 mai 1943 à Montréal au Québec. Il a été ordonné prêtre le 23 mai 1970 pour servir l'archidiocèse de Montréal. Le 18 octobre 2012, il a été nommé évêque du diocèse de Saint-Paul en Alberta par le pape Benoît XVI. Il été consacré évêque le 12 décembre 2012,.

## Annexe